# Ştefănești (Argeș)
Ștefănești (udtale:ʃtefəˈneʃtʲ) er en by i distriktet Argeș , Muntenien, Rumænien. Byen administrerer syv landsbyer: Enculești, Golești, Izvorani, Ștefăneștii Noi, Valea Mare-Podgoria, Viișoara og Zăvoi.
Byen har 15.931 (2021) indbyggere. Ștefănești ligger i de sydlige udløbere af de Transsylvanske Alper. Distriktets hovedstad Pitești ligger ca. 6 kilometer mod vest.

## Historie
Ștefănești blev indtil det 19. århundrede  kaldt Florica ,  og var i det 19. og 20. århundrede hovedsæde for Brătianu-familien, som rummede adskillige politikere og andre vigtige personligheder. Ștefănești udviklede sig til en forstad til den nærliggende by Pitești som følge af dens ekspansion. I 2004 blev Ștefănești erklæret for en by.
Landbrug (herunder vindyrkning) og handel er de vigtigste økonomiske sektorer i byen. Derudover er der en række mindre industrivirksomheder.